# Allendale (New Jersey)
Allendale is een plaats (borough) in de Amerikaanse staat New Jersey, en valt bestuurlijk gezien onder Bergen County.

## Demografie
Bij de volkstelling in 2000 werd het aantal inwoners vastgesteld op 6699.
In 2006 is het aantal inwoners door het United States Census Bureau geschat op 6713, een stijging van 14 (0,2%).

## Geografie
Volgens het United States Census Bureau beslaat de plaats een oppervlakte van
8,2 km², waarvan 8,1 km² land en 0,1 km² water.

## Plaatsen in de nabije omgeving
De onderstaande figuur toont nabijgelegen plaatsen in een straal van 4 km rond Allendale.

## Geboren
- Richard Matheson (1926-2013), (script)schrijver van fantasy, horror en sciencefiction
- Margaux Farrell (22 augustus 1990), Frans zwemster